# Centrino
La marca  Centrino  representa des del 7 de gener de 2010 als adaptadors Wi-Fi i WiMAX de Intel com  Intel Centrino Wireless .
Prèviament la marca  Centrino  o  Centrino Duo  (també coneguda com a  Centrino Mobile Technology  en anglès/ Tecnologia Mòbil Centrino  en espanyol) era una tecnologia desenvolupada per Intel per promocionar en el disseny d'un ordinador personal portàtil una combinació determinada de:
- CPU Intel Pentium M o, posteriorment, Intel Core Duo o Intel Core 2 Duo
- Placa mare amb chipsets Intel 855 o Intel 915 o Intel 945
- Interface de xarxa sense fils del tipus Intel PRO/Wireless 2100 (IEEE 802.11a/b) o PRO/Wireless 2200 (IEEE 802.11b/g) o posterior

Intel va realitzar una potent campanya de publicitat per promocionar la marca Centrino. A causa de la ubiqüitat de la campanya publicitària, molts consumidors es refereixen erròniament al processador Pentium M com el processador Centrino, quan Centrino és una tecnologia que engloba tant al processador, com al Chipset i a la targeta de xarxa sense fils Wi-Fi integrada.

## Plataforma Carmel
Plataforma original Centrino, llançada el 2003. Consta de:
- CPU Pentium-M (Banias o després Dothan) bus 400 MHz
- Chipset sèrie 855

| Centrino         | Plataforma Carmel |
| ---------------- | --- |
| Processador      | Processador Intel Pentium M (nom-codi Banias o després Dothan ) amb un FSB a 400 MT/s, Socket 479.                    |
| Chipset          | un chipset Intel 855 sèries (nom-codi Odem o Montara amb Intel Extreme Graphics 2), DDR SDRAM -266.                   |
| Xarxa sense fils | Intel PRO/Wireless 2.100 B (nom-codi Calexico ) o després un adaptador Wi-Fi 2.200 BG mini-PCI (nom-codi Calexico2 ). |

## Plataforma Napa
Versió de Centrino llançada a 2006. Consta de:
- CPU Core Solo, Core Duo (Yonah) o posteriorment Core 2 Duo (Merom). Les versions de la plataforma Centrino basades en CPU Core Duo i Core 2 Duo reben el nom de  Centrino Duo
- chipset sèrie 945, que pot incloure gràfics integrats GMA950.
- Intel PRO/Wireless 3.945 IEEE 802.11 a/b/g

## Plataforma Santa Rosa
És el nom codi que fa a la quarta generació de la plataforma Centrino.
Presentat el 9 de maig de 2007, amb:
- CPU Core 2 Duo (Merom 2a generació) i posteriorment Penryn a començaments de 2008
- Chipset sèrie 965 (amb gràfiques integrades X3100).
- Intel PRO/Wireless 4965AGN IEEE 802.11 a/b/g/n

Engloba diversos aspectes. El primer d'ells és el processador: Compte amb els nous models de 65 nm Core 2 T7x00. Són diversos models de processadors i el més bàsic, el T7100 d'1,8 GHz només té 2 MB de memòria cau L2. La resta tenen 4 MB de memòria cau L2 i són els models T7300 (2 GHz), els T7500 (2,2 GHz) i els T7700 (2,4 GHz). Tots disposen de FSB de 800 MHz
La resta de la plataforma el formen la memòria DDR2-800, el suport per a WiFi 802.11n, un nou chipset IGP 965 i la tecnologia Turbo Memory (emprar una memòria flash a manera de memòria cau del disc dur per augmentar el rendiment i reduir el consum).
Amb Santa Rosa, presumiblement els ordinadors proporcionaran un millor rendiment, és a dir, major velocitat de processament, menor consum (que repercuteix en la major durada de la bateria en els portàtils).

## Plataforma Montevina
El nom codi Montevina fa a la cinquena generació de la plataforma Centrino.
Es va llançar el juny de 2008.Recibe el nom de  Centrino 2 .
Montevina suporta el processador Core 2 Duo de 45nm Penryn. Fes servir el chipset Cantiga amb gràfics integrats GMA X4500, el mòdul sense fils Shiloh que s'espera utilitza WiMAX i HSDPA, a més del controlador LAN Boaz.